# Maurice Oldfield
Sir Maurice Oldfield (ur. 1915, zm. 1981) − Dyrektor Generalny brytyjskiej Tajnej Służby Wywiadowczej (MI6) w latach 1973−1978.